# Massacro di Le Paradis
Il massacro di Le Paradis fu un crimine di guerra commesso da membri delle SS-Verfügungstruppe (non ancora trasformate in Waffen-SS) della Germania nazista il 27 maggio 1940, durante gli eventi della campagna di Francia della seconda guerra mondiale.
Un contingente di soldati del British Army appartenente al Royal Norfolk Regiment, parte della British Expeditionary Force schierata all'epoca in Francia, rimase tagliato fuori dall'avanzata tedesca mentre tentava di ritirarsi alla volta del perimetro allestito attorno al porto di Dunkerque, da cui era in corso l'evacuazione delle forze alleate; asserragliatisi in una fattoria nel villaggio di Le Paradis, parte del comune di Lestrem nel Passo di Calais, i britannici furono circondati da truppe tedesche della SS-Division "Totenkopf", e costretti a capitolare dopo aver terminato le munizioni.
Al comando del Hauptsturmführer Fritz Knoechlein, i soldati delle SS ammassarono i prigionieri disarmati contro un muro, aprendo poi il fuoco con le mitragliatrici: 97 militari britannici rimasero uccisi mentre altri due, rimasti feriti, riuscirono a nascondersi per poi essere ricatturati dai tedeschi alcuni giorni dopo. Nel dopoguerra, Knoechlein fu processato per i fatti del massacro di Le Paradis e condannato a morte nel 1948.

## Antefatti
L'invasione tedesca del nord della Francia attraverso la regione dei Paesi Bassi (nome in codice "Fall Gelb") ebbe inizio il 10 maggio 1940, infrangendo rapidamente la resistenza delle forze degli Alleati: le unità della Wehrmacht respinsero le truppe francesi e i britannici della British Expeditionary Force (BEF) fino alle rive del fiume Mosa, valicandolo il 12 maggio e proseguendo alla volta delle rive del Mare del Nord. Mentre il grosso dei reparti della BEF ripiegava sul porto di Dunkerque in vista di una evacuazione via mare alla volta dell'Inghilterra alcune unità britanniche, tra cui distaccamenti dei reggimenti Royal Norfolk e Royal Scots, ricevettero l'ordine di rallentare l'avanzata tedesca per dare mondo di allestire un perimetro a difesa della stessa Dunkerque.
Una delle unità della Wehrmacht tedesca coinvolta nell'avanzata attraverso la Francia settentrionale era la SS-Division "Totenkopf": creata all'inizio della guerra nel 1939 riunendo reparti provenienti dalle SS-Totenkopfverbände (la sezione delle SS responsabile della guardia dei campi di concentramento), l'unità era stata fortemente indottrinata all'ideologia nazista dal suo comandante, Theodor Eicke, a cui gli uomini erano fanaticamente devoti. La "Totenkopf" combatté duramente nel corso della campagna di Francia, il suo primo impiego bellico nel conflitto mondiale, subendo il più alto tasso di perdite tra le divisioni tedesche coinvolte nell'offensiva. Inizialmente parte delle riserve dell'Heeresgruppe A, la divisione fu inviata al fronte il 17 maggio e subito impiegata in operazioni di rastrellamento delle forze anglo-francesi nella zona a nord ed est di Cambrai; in totale la divisione prese prigionieri circa 16 000 soldati degli Alleati, ma si rese subito responsabile di un massacro il 19 maggio quando 200 soldati marocchini dell'Armée d'Afrique francese furono passati per le armi dopo la loro cattura.
Mentre le ultime operazioni di rastrellamento avevano termine nella zona di Cambrai, le prime unità tedesche avevano raggiunto la costa del canale della Manica; il 21 maggio, tuttavia, la BEF sferrò un contrattacco nella zona di Arras contro il fianco dello schieramento tedesco: la "Totenkopf" fu duramente impegnata nel corso della battaglia di Arras, subendo quasi 100 perdite prima di riuscire a respingere gli attacchi dei britannici. In seguito, la divisione ricevette l'ordine di dirigere sulla città di Béthune, e quindi attraversò il corso del fiume La Bassée il 24 maggio nonostante i contrattacchi dei britannici; tuttavia, la "Totenkopf" ricevette il giorno seguente l'ordine di ritirarsi sulle posizioni di partenza, al fine di risparmiare i reparti in vista della fase successiva della campagna e lasciando la distruzione degli anglo-francesi ammassati a Dunkerque ai bombardamenti aerei della Luftwaffe. I reparti delle Waffen-SS dovettero così effettuare nuovamente un pericoloso attraversamento del fiume La Bassée sotto il fuoco nemico la notte del 26 maggio, mentre contemporaneamente pesanti scontri casa per casa tra la "Totenkopf" e i britannici prendevano vita a Béthune; alla fine i britannici si ritirarono su una linea compresa tra le cittadine di Locon e Le Paradis.
Il 2nd Battalion del Royal Norfolk, unitamente all'8th Battalion dei Lancashire Fusiliers, presidiava il settore della linea compreso tra i villaggi di Riez du Vinage, Le Cornet Malo e Le Paradis, con quartier generale situato all'interno dello stesso Le Paradis; il battaglione ricevette l'ordine di tenere la linea il più a lungo possibile per dare più tempo ai reparti impegnati nell'evacuazione da Dunkerque. La "Totenkopf" emerse dalla foresta del Bois de Paqueaut e attaccò l'abitato di Le Cornet Malo all'alba del 27 maggio: i britannici si difesero duramente, ma furono alla fine sopraffatti. L'attacco fu molto pesante per i tedeschi, che accusarono la morte di quattro ufficiali e 150 uomini, mentre altri 18 ufficiali e 480 soldati rimasero feriti; più avanti quello stesso giorno, le SS si mossero in avanti in direzione di Le Paradis.

## Il massacro

### La battaglia di Le Paradis
Dopo lo scontro di Le Cornet Malo, la Compagnia C e il quartier generale del 2nd Royal Norfolks si ritirarono in direzione della fattoria Cornet poco fuori dall'abitato di Le Paradis; il comandante della compagnia fu informato via radio che la sua unità era ora isolata e che non doveva aspettarsi alcuna assistenza dal resto delle forze britanniche. I britannici si asserragliarono quindi nella fattoria, una posizione strategica visto che da essa si poteva raggiungere il punto di giunzione tra le postazioni del Royal Norfolk Regiment e quelle dell'adiacente Royal Scots. L'ultimo contatto radio dei Norfolk a Cornet con il comando superiore fu perso alle 11:30, ma a dispetto dell'assenza di qualunque supporto, e del fatto che i tedeschi godevano del sostegno di artiglieria e carri armati, i britannici tennero duro contro i ripetuti attacchi nemici fino alle 17:15, quando infine terminarono le munizioni. Lo Standartenführer Hans Friedemann Götze, comandante del terzo reggimento della "Totenkopf", fu ucciso nel corso dello scontro.
I 99 superstiti del contingente britannico, rifugiatisi in una stalla dopo che la fattoria stessa era stata distrutta dal fuoco tedesco, si arresero su ordine del loro comandante, il maggiore Lisle Ryder (fratello di Robert Ryder, ufficiale decorato della Royal Navy e membro del parlamento nel dopoguerra), uscendo dallo stabile sotto una bandiera bianca. Per via della posizione di Le Paradis al confine tra due diversi reggimenti britannici, gli uomini di Ryder si consegnarono non alla compagnia tedesca che avevano affrontato in battaglia alla fattoria ma piuttosto agli uomini dello Hauptsturmführer Fritz Knöchlein, i quali invece avevano combattuto in contemporanea con le truppe del Royal Scots; indagini eseguite nel 2007 su alcune tombe rinvenute nella zona di Le Paradis suggerirono che circa 20 uomini del Royal Scots fossero stati assassinati dopo la cattura dalle SS in un massacro separato da quello degli uomini del Norfolk.

### La fucilazione dei prigionieri
I prigionieri britannici, per la gran parte feriti, furono disarmati e costretti a marciare giù per una stradina parallela alla via principale per Le Paradis; mentre attendevano, i tedeschi piazzarono due mitragliatrici in un fienile posto lungo la recinzione di una fattoria. I britannici furono quindi condotti davanti al fienile, allineati lungo un muro e passati per le armi dai mitraglieri tedeschi, i quali continuarono a fare fuoco finché tutti i prigionieri non furono abbattuti; Knöchlein ordinò quindi ai suoi uomini di innestare le baionette e di uccidere tutti i sopravvissuti rimasti. Convinti di aver ucciso tutti i prigionieri, i tedeschi lasciarono la zona per riunirsi al loro reggimento.
Nel racconto del soldato Albert Pooley, uno dei due soli sopravvissuti al massacro:
(Citato in Mann, SS-Totenkopf)
Novantasette prigionieri britannici rimasero uccisi nel massacro; il giorno seguente, i tedeschi obbligarono alcuni civili francesi a seppellire i corpi in una fossa comune. A dispetto degli sforzi delle SS per uccidere tutti i sopravvissuti, il soldato William O'Callaghan riuscì a scampare al massacro e a trascinare via il soldato Albert Pooley, ferito, dal mucchio dei corpi. I due superstiti si nascosero quindi in un porcile per tre giorni e tre notti, sopravvivendo con patate crude e acqua tratta dalle pozzanghere prima di essere scoperti dal proprietario della fattoria, Madame Duquenne-Creton, e da suo figlio Victor. I civili francesi misero a rischio le loro vite fornendo assistenza ai due britannici, i quali furono in seguito catturati da soldati regolari della Wehrmacht appartenenti alla 251. Infanterie-Division e quindi trasferiti in un ospedale militare.

## Conseguenze

### La scoperta del massacro
Il 28 maggio, un giorno dopo il massacro, il giornalista delle SS Gunter d'Alquen arrivò sulla scena del massacro in compagnia di Thum, il vice consigliere legale della "Totenkopf". Nel suo rapporto d'Alquen scrisse che:
(Citato in Jackson, The Fall of France: The Nazi Invasion of 1940)
Il maggiore Friedkerr von Riedner, anche lui giunto sul luogo del massacro il 28 maggio, riferì che «Queste persone avevano quasi tutti subito ferite alla testa da colpi che dovevano essere stati sparati a distanza ravvicinata. Alcuni avevano l'intero cranio fratturato, una ferita che può essere causata quasi unicamente dal colpo di un calcio [di fucile] o da mezzi simili»
Notizie circa il massacro si diffusero rapidamente tra le divisioni tedesche schierate nella zona, raggiungendo infine anche il generale Erich Hoepner, comandante delle forze della Wehrmacht schierate in Francia. Hoepner avversava le SS e in particolare il comandante della "Totenkopf" Eicke, e si disse più che determinato a obbligarlo alle dimissioni qualora gli fossero state portate le prove di un massacro o di un maltrattamento di prigionieri di guerra; a ogni modo, nessuna delle investigazioni tedesche sull'accaduto portò a qualche risultato. Indipendentemente da ciò, molti ufficiali delle stesse SS furono sconvolti dal massacro; secondo quanto riferito, alcuni sfidarono Knöchlein a duello, sebbene non risulta che qualcuno di essi sia mai stato combattuto.
Gli Alleati non ricevettero alcuna notizia circa il massacro fino alla metà del 1943, quando il soldato Pooley, fino a quel momento ospitato in un ospedale tedesco per rimettersi dalle ferite, fu dichiarato medicalmente inidoneo al servizio militare e quindi rimpatriato nel corso di uno scambio di prigionieri. A ogni modo, le autorità britanniche non credettero al racconto che Pooley riferì al suo arrivo in patria circa il massacro; all'epoca non si pensava che l'Esercito tedesco fosse capace di simili atrocità nei confronti delle truppe britanniche. L'altro sopravvissuto, il soldato O'Callaghan, non fece ritorno nel Regno Unito che nel 1945, a guerra conclusa; la sua conferma del racconto di Pooley portò infine all'apertura di un'inchiesta ufficiale sul fatto.
I cadaveri dei prigionieri uccisi furono riesumati nel 1942 dalle autorità francesi, ma solo 50 dei 97 corpi furono identificati con precisione. I corpi furono quindi riseppelliti nel cimitero della chiesa parrocchiale di Le Paradis, il quale oggi costituisce il "Le Paradis War Cemetery" amministrato dalla Commonwealth War Graves Commission. Nel 1970 una targa commemorativa fu apposta sul muro del fienile dove il massacro ebbe luogo, e un memoriale dedicato fu in seguito eretto accanto alla chiesa di Le Paradis.

### Il processo a Knöchlein

Fritz Knöchlein in uniforme da SS

Nel dopoguerra, il resoconto sui fatti fornito da O'Callaghan e la scoperta degli ampi crimini commessi dalle SS nel corso del conflitto portarono i britannici a indagare a fondo su quanto avvenuto a Le Paradis. Il massacro fu oggetto di un'investigazione formale da parte della War Crimes Investigation Unit, e nel 1947 la compagnia agli ordini di Knöchlein fu esattamente identificata come l'autrice del massacro; l'ex ufficiale delle SS, sopravvissuto indenne al conflitto, fu quindi rintracciato in Germania e arrestato dai britannici. Incriminato per crimini di guerra nell'agosto 1948, all'apertura del processo Knöchlein si dichiarò innocente.
Il processo si svolse, a partire dall'11 ottobre 1948, presso il tribunale per crimini di guerra di Rotherbaum ad Amburgo. La difesa di Knöchlein si basava sul fatto che egli non fosse presente al massacro, sebbene i suoi avvocati non negassero che l'evento stesso avesse avuto luogo; la difesa sostenne anche che nel corso della battaglia precedente le truppe britanniche avessero fatto uso di pallottole a espansione (vietate dalle convenzioni internazionali) e avessero abusato della bandiera bianca di resa, fatti vivamente negati dall'accusa. Prove circa il massacro furono portate dalle testimonianze di Pooley, O'Callaghan e Madame Duquenne-Creton, mentre un altro civile francese testimoniò per identificare Knöchlein. Dopo dodici giorni di udienze, nel corso della sua arringa finale il procuratore statuì che il fatto che i britannici avessero fatto uso di munizioni illegali o avessero abusato della bandiera bianca era completamente irrilevante: i tedeschi non avevano assolutamente alcun diritto di giustiziare dei prigionieri di guerra senza svolgere prima un formale e corretto processo. Il 25 ottobre il presidente della corte pronunciò il verdetto: Fritz Knöchlein fu riconosciuto colpevole di crimini di guerra, e condannato a morte.
Una richiesta di clemenza avanzata dalla difesa, basata sul fatto che il condannato avesse una moglie e quattro figli, fu rigettata dalla corte e Knöchlein fu giustiziato mediante impiccagione il 28 gennaio 1949 a Hameln. Nessun altro ufficiale o soldato tedesco fu mai processato per il suo ruolo nel massacro.